# Ranieri del Monferrato (1162-1183)
Ranieri del Monferrato (1162 – Costantinopoli, 1183) è stato un nobile italiano naturalizzato bizantino, della dinastia degli aleramici, divenne genero di Manuele I Comneno (1118 – 1180) e cesare nel 1180, ma venne assassinato nel corso delle lotte per il potere a Bisanzio.
Era figlio di Guglielmo V, marchese del Monferrato e di Giuditta di Babenberg.

## Biografia

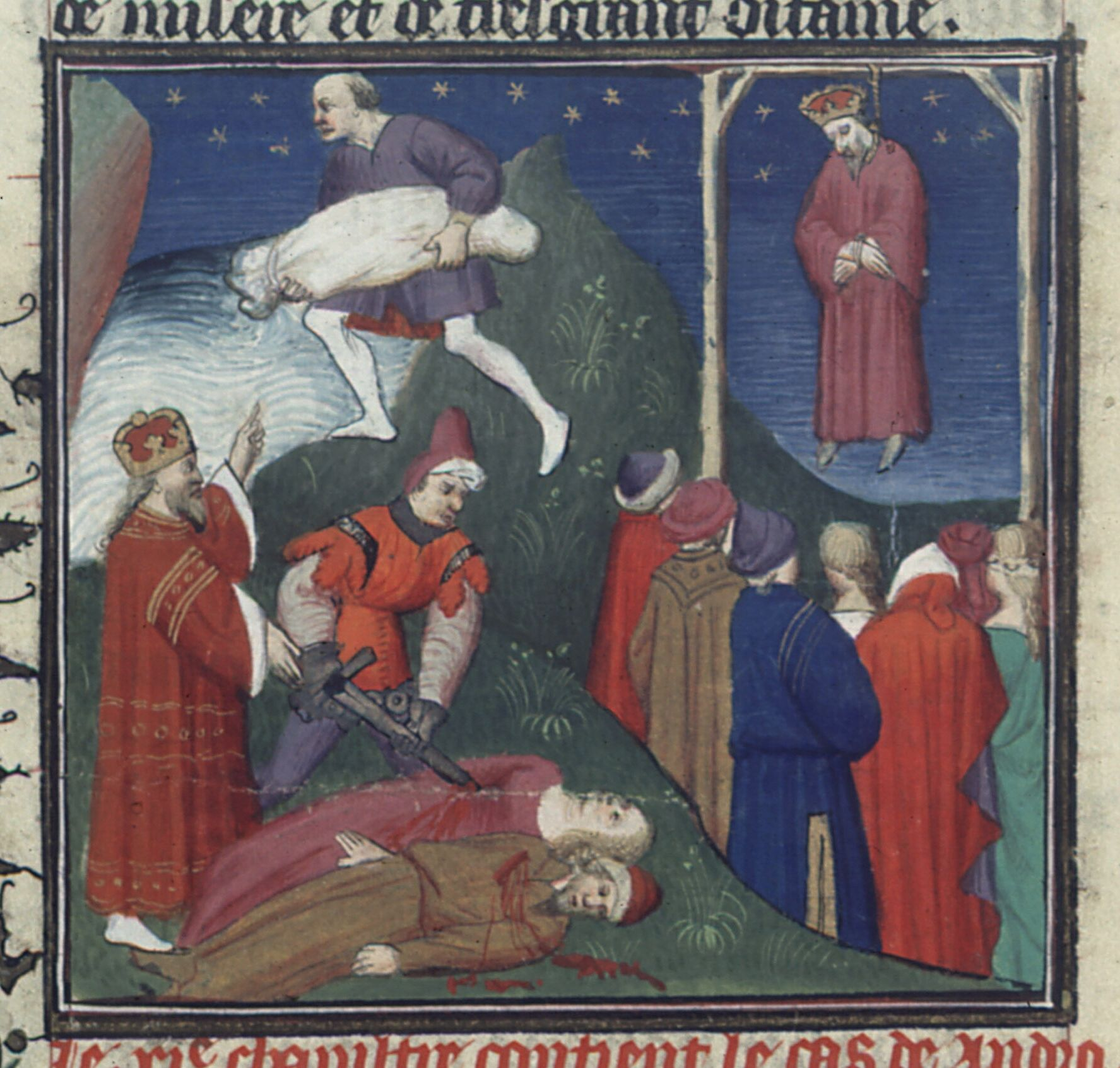
Miniatura raffigurante la presa del potere da parte di Andronico Comneno; Maria Comnena e suo marito Renieri del Monferrato furono trucidati, mentre la reggente Maria di Antiochia fu assassinata e gettata in mare

Fu l'imperatore Manuele Comneno che propose il matrimonio della figlia Maria Comnena (1152 – 1182), figlia della sua prima moglie Berta di Sulzbach, con un figlio del suo alleato Guglielmo V del Monferrato. Essendo i due figli del marchese del Monferrato, Bonifacio e Corrado già ammogliati, mentre Federico era destinato alla carriera ecclesiastica  rimaneva disponibile solo il diciassettenne Ranieri.
Ranieri giunse a Costantinopoli nell'autunno del 1179 ed accompagnò subito Manuele in una campagna militare. Il matrimonio con la ventisettenne Maria Comnena fu celebrato nel febbraio del 1180 con grande pompa e con feste sontuose accompagnate da giochi nell'ippodromo di Costantinopoli.
Ranieri ricevette il titolo di "cesare", mutò il suo nome in Giovanni e, secondo le cronache del tempo  divenne il governatore di Tessalonica. La sposa era la seconda nell'ordine di successione dell'impero e la nascita del fratellastro Alessio Comneno (1169 – 1183) non fu motivo sufficiente alla sua esclusione dal trono imperiale. È per questo che Ranieri fu coinvolto nelle lotte che si svolgevano intorno al trono bizantino per il potere.
Nel settembre 1180, alla morte del suocero di Ranieri, Manuele Comneno, il trono passò ad Alessio II, sotto la reggenza della madre Maria d'Antiochia, che aveva come amante il protosebasto Alessio. Questo fatto e la sua politica favorevole ai latini furono la causa di un complotto volto a portare in trono Maria ed il suo sposo Ranieri. Infatti, nel frattempo, il cugino di Manuele I, Andronico I Comneno, il quale, dalla sua residenza nel Ponto, che era stato mandato a governare proprio da Manuele I Comneno, cominciò ad inviare messaggi nella capitale per presentarsi come salvatore dell'Impero Bizantino dal gruppo dei Latini e da tutti coloro che desiderava portarlo alla distruzione, oltre che come protettore del giovane basileus contro chi voleva usarlo per i propri scopi. Cominciò quindi a muoversi in direzione di Costantinopoli, sicuro dell'appoggio popolare. La Paflagonia ben prestò passò dalla sua parte, mentre nella capitale Andronico trovò subito un potente alleato nella persona di Maria Porfirogenita, assieme alla quale stava il marito Ranieri. Costoro risposero agli appelli del ribelle Andronico e,  atteggiandosi a salvatori del basileus, tentarono una congiura ai danni del Protosebasto. I piani vennero scoperti e la congiura fallì: Maria, Ranieri e i loro fidi (circa 150) dovettero cercare scampo nella basilica di Santa Sofia, da dove lanciarono appelli alla rivolta. Ne seguì un combattimento addirittura nella cattedrale, successivamente chiamato «guerra santa». Per porre fine alle ostilità, fu offerta ai congiurati un'amnistia.
Andronico, sconfitte le truppe del protosebasto a Nicomedia, entrò con il suo esercito in Costantinopoli e, alla testa di una rivolta popolare, diede la caccia ai "latini" che furono oggetto di un vero e proprio massacro: i pochi scampati fuggirono in occidente. Andronico I quindi si impadronì delle persone dell'imperatrice madre Maria, reggente in nome del figlio Alessio, e di quest'ultimo, relegandoli nella villa imperiale del Philopation; Maria Comnena ed il marito Ranieri, diventati ormai ingombranti per i diritti al trono della prima, morirono misteriosamente (quasi certamente avvelenati)..
Maria d'Antiochia fu condannata ad essere strangolata ed il figlio Alessio obbligato a firmarne la condanna, dopo di che fu strangolato pure lui.

## Ascendenza
|                            |                          |                            | Genitori              |  |  | Nonni |  |  | Bisnonni                    |  |  | Trisnonni                |  |
|                            |                          |                            |                       |  |  |       |  |  | Guglielmo IV del Monferrato |  |  | Ottone II del Monferrato |  |
|                            |                          |                            |                       |  |  |       |  |  | Guglielmo IV del Monferrato |  |  | Ottone II del Monferrato |  |
|                            |                          | Costanza di Savoia         |                       |  |  |       |  |  | Guglielmo IV del Monferrato |  |  |                          |  |
| Ranieri I del Monferrato   |                          |                            |                       |  |  |       |  |  | Guglielmo IV del Monferrato |  |  |                          |  |
|                            |                          | Otta di Agliè              | Tibaldo di Agliè      |  |  |       |  |  |                             |  |  |                          |  |
|                            |                          | Otta di Agliè              | Tibaldo di Agliè      |  |  |       |  |  |                             |  |  |                          |  |
|                            |                          | Otta di Agliè              | …                     |  |  |       |  |  |                             |  |  |                          |  |
| Guglielmo V del Monferrato |                          | Otta di Agliè              |                       |  |  |       |  |  |                             |  |  |                          |  |
|                            |                          | Guglielmo I di Borgogna    | Rinaldo I di Borgogna |  |  |       |  |  |                             |  |  |                          |  |
|                            |                          | Guglielmo I di Borgogna    | Rinaldo I di Borgogna |  |  |       |  |  |                             |  |  |                          |  |
|                            |                          | Guglielmo I di Borgogna    | Alice di Normandia    |  |  |       |  |  |                             |  |  |                          |  |
| Gisella di Borgogna        |                          | Guglielmo I di Borgogna    |                       |  |  |       |  |  |                             |  |  |                          |  |
|                            |                          | Stefania di Borgogna       | …                     |  |  |       |  |  |                             |  |  |                          |  |
|                            |                          | Stefania di Borgogna       | …                     |  |  |       |  |  |                             |  |  |                          |  |
|                            |                          | Stefania di Borgogna       | …                     |  |  |       |  |  |                             |  |  |                          |  |
| Ranieri del Monferrato     |                          | Stefania di Borgogna       |                       |  |  |       |  |  |                             |  |  |                          |  |
|                            | Leopoldo II di Babenberg | Ernesto di Babenberg       |                       |  |  |       |  |  |                             |  |  |                          |  |
|                            | Leopoldo II di Babenberg | Ernesto di Babenberg       |                       |  |  |       |  |  |                             |  |  |                          |  |
|                            | Leopoldo II di Babenberg | Adelaide di Eilenburg      |                       |  |  |       |  |  |                             |  |  |                          |  |
| Leopoldo III di Babenberg  | Leopoldo II di Babenberg |                            |                       |  |  |       |  |  |                             |  |  |                          |  |
|                            |                          | Ida di Formbach-Ratelnberg | Rapoto IV di Cham     |  |  |       |  |  |                             |  |  |                          |  |
|                            |                          | Ida di Formbach-Ratelnberg | Rapoto IV di Cham     |  |  |       |  |  |                             |  |  |                          |  |
|                            |                          | Ida di Formbach-Ratelnberg | Matilde               |  |  |       |  |  |                             |  |  |                          |  |
| Giuditta di Babenberg      |                          | Ida di Formbach-Ratelnberg |                       |  |  |       |  |  |                             |  |  |                          |  |
|                            |                          | Enrico IV di Franconia     | Enrico III il Nero    |  |  |       |  |  |                             |  |  |                          |  |
|                            |                          | Enrico IV di Franconia     | Enrico III il Nero    |  |  |       |  |  |                             |  |  |                          |  |
|                            |                          | Enrico IV di Franconia     | Agnese di Poitou      |  |  |       |  |  |                             |  |  |                          |  |
| Agnese di Waiblingen       |                          | Enrico IV di Franconia     |                       |  |  |       |  |  |                             |  |  |                          |  |
|                            |                          | Berta di Savoia            | Oddone di Savoia      |  |  |       |  |  |                             |  |  |                          |  |
|                            |                          | Berta di Savoia            | Oddone di Savoia      |  |  |       |  |  |                             |  |  |                          |  |
|                            |                          | Berta di Savoia            | Adelaide di Susa      |  |  |       |  |  |                             |  |  |                          |  |
|                            |                          | Berta di Savoia            |                       |  |  |       |  |  |                             |  |  |                          |  |

### Fonti antiche
- Nicetas Choniates Historia, J.-L. Van Dieten, Berlin and New York, 1975;
  - (EN)  tradotto da H.J. Magoulias, O City of Byzantium, Annals of Niketas Choniates, Wayne State University Press, Detroit,  1984 ISBN 0-8143-1764-2.